# Aragoa perez-arbelaeziana
Aragoa perez-arbelaeziana är en grobladsväxtart som beskrevs av Rafael Romero. Aragoa perez-arbelaeziana ingår i släktet Aragoa och familjen grobladsväxter. Inga underarter finns listade i Catalogue of Life.